# Adolf II van Berg
Adolf II van Berg (overleden te Altenberg op 12 oktober 1170) was van 1106 tot 1160 graaf van Berg. Hij behoorde tot het huis Berg.

## Levensloop
Adolf II was een zoon van graaf Adolf I van Berg uit diens huwelijk met Adelheid, dochter van graaf Hendrik II van Lauffen. Na de dood van zijn vader in 1106 werd hij graaf van Berg. Ook was hij beschermheer van de Abdij van Werden, de Abdij van Michaëlsberg, alsook van de kloosters van Dünnwald, Deutz en Cappenberg en de bezittingen van het keurvorstendom Keulen ter rechterzijde van de Rijn.
Adolf was de bouwheer van het Slot van Burg, dat hij wellicht tussen 1140 en 1160 betrok. De vorige residentie van zijn familie, de burcht van Berge in Odenthal-Altenberg, had hij in 1133 overgedragen aan de cisterciënzersorde. Zolang het Slot van Burg niet was afgewerkt, verbleef Adolf II in de burchten van Altena, dat hij in 1152 liet uitbreiden, en Hövel. Als graaf van Berg had hij ook de controle over de Hanzische handelswegen tussen Keulen en Dortmund en de zilvervoorraden in het Bergisches Land, die van groot economisch en politiek belang waren voor zijn graafschap. Bovendien liet hij munten slaan in Wildberg, Bensberg en Siegburg.
Mogelijk nam Adolf II samen met andere Duitse edelen deel aan de Tweede Kruistocht, waarin zijn zoon Adolf in 1148 sneuvelde. In 1160 trad hij af als graaf van Berg en verdeelde hij zijn domeinen tussen zijn zonen Everhard I en Engelbert I. Vervolgens trok Adolf II zich als monnik terug in de Abdij van Altenberg, waar hij vermoedelijk in oktober 1170 overleed. Aanvankelijk werd hij bijgezet in de Markuskapel van deze abdij, maar na de afwerking van de Dom van Altenberg werd zijn gebeente in 1313 naar daar gebracht.

## Huwelijken en nakomelingen
Rond 1120 huwde hij met Adelheid (overleden voor 1131), dochter van de graaf van Arnsberg. Ze kregen een zoon:
- Adolf (overleden in 1148), kruisvaarder tijdens de Tweede Kruistocht

Ten laatste in 1131 hertrouwde Adolf II met Irmgard, dochter van graaf Engelbert van Schwarzenburg en nicht van de Keulse aartsbisschop Frederik I van Schwarzenburg. Ze kregen volgende kinderen:
- Everhard I (overleden in 1180), graaf van Altena
- Frederik II (overleden in 1158), aartsbisschop van Keulen
- Engelbert I (overleden in 1189), graaf van Berg
- Bruno III (overleden rond 1200), aartsbisschop van Keulen
- Adolf (overleden na 1197)